# Привиди (Середзем'я)
Привиди, або Мертві, також Клятвопорушники — у легендаріумі Дж. Р. Р. Толкіна духи вимерлого народу людей Середзем'я, що населяв землі у долинах Білих гір. Родичі народу Галет, дунгарців, Дикого Народу з Лісу Друадан та інших племен, що у Першу та Другу Епохи мешкали в цих землях.

## Історія
Коли засновувалось королівство Ґондор, то на пагорбі Ерех, на чорному камені, що його Ісілдур привіз із Нуменора, король горян дав присягу бути союзником у війні проти Саурона. Але коли настав час іти на Війну Останнього Союзу, король і його народ, злякавшись Темного Володаря, відмовились виконувати дану обітницю.
Тоді промовив Ісілдур: «Ти будеш останнім королем цього народу. Я проклинаю тебе і твій народ: хай не буде вам у світі спокою, доки не виконаєте ви своєї присяги. Бо довгі роки йтиме ця війна і вас на неї закличуть знову». Гнів Ісілдура не дав їм виступити на боці Саурона, але й страх перед Ворогом був сильним. Пішли вони у гори й повільно згасали там. Ніхто більше з живих не бачив їх. Але з того часу жах Мертвих лежав на пагорбі Ереха, де колись мешкало це плем'я.
У 2569 році Третьої Епохи Балдор, син короля Рогану Брего, на бенкеті похвалився, що піде Шляхом Мертвих, і відтоді його вже ніхто не бачив. Як згодом виявилось, Мертві заманили його у пастку, закривши двері до проходу, де він і помер.
Шлях Мертвих (англ. Paths of the Dead) — єдиний прохід під Білими горами. Починався біля Темних Дверей у кінці долини Гароудден за Фіріенфельдом та лісом Дімхольт під горами Айренсага, Старкхорн та Двіморберґ.
Під час Війни за Перстень Араґорн, спадкоємець Ісілдура, закликав Мертвих виконати свою присягу.
Вони пішли за ним через землі Ґондору до гавані Пеларґір, де перемогли умбарських корсарів та їх флот. Після бою Мертві постали перед Араґорном, і він сказав, що їх присяга вважається виконаною і дарував їм свободу та спокій.

## У фільмі
У фільмі Пітера Джексона «Володар Перснів: Повернення Короля» Араґорн, Леґолас та Ґімлі зайшли до печери, де було поселення мертвих. Мертві неохоче прийняли живих, але після того, як Араґорн дістав Нарсіл, відроджений меч, то король впізнав у Араґорні нащадка королів Ґондору. Армія мертвих клятвопорушників пішла на останню битву на Пелленнорських полях і пізніше отримала прощення й була визволена.